# Francisita
La francisita és un mineral de la classe dels òxids. Rep el nom en reconeixement de la contribució de Glyn Francis (1939-) a la comprensió i conservació dels minerals del dipòsit Iron Monarch open cut.

## Característiques
La francisita és un òxid de fórmula química Cu₃Bi(SeO₃)₂O₂Cl. Va ser aprovada com a espècie vàlida per l'Associació Mineralògica Internacional l'any 1990. Cristal·litza en el sistema ortoròmbic. La seva duresa a l'escala de Mohs es troba entre 3 i 4.
Segons la classificació de Nickel-Strunz, la francisita pertany a «04.JG - Selenits amb anions addicionals, sense H₂O» juntament amb els següents minerals: prewittita, georgbokiïta, parageorgbokiïta, cloromenita, ilinskita, sofiïta, derriksita, burnsita i al·localcoselita.

## Formació i jaciments
Va ser descoberta al dipòsit Iron Monarch open cut, a la localitat d'Iron Knob, a Austràlia Meridional, Austràlia. Posteriorment també ha estat descrita a la mina Baccu Locci, situada a Villaputzu (Sardenya, Itàlia). Es tracta dels dos únics indrets on es ha estat descrita aquesta espècie mineral.